# 柴宝成
柴宝成（1958年—），男，汉族，天津津南人，中华人民共和国政治人物，曾任全国工商联常委、天津市商会副会长、津南区政协副主席，第九届、第十届、第十一届全国政协委员。

## 生平
2008年，当选第十一届全国政协委员，代表中华全国工商业联合会，分入第二十二组。。2009年8月，中华职业教育社第十次全国代表大会召开，他出任中华职业教育社第十届理事会常务理事。